# Englos
Englos (Nederlands: Engelo) is een gemeente in het Franse Noorderdepartement (regio Hauts-de-France) en telt 507 inwoners (1999). De plaats maakt deel uit van het arrondissement Rijsel.

## Geografie
De oppervlakte van Englos bedraagt 1,3 km², de bevolkingsdichtheid is 390,0 inwoners per km².
De onderstaande kaart toont de ligging van Englos met de belangrijkste infrastructuur en aangrenzende gemeenten.

## Demografie
Onderstaande figuur toont het verloop van het inwonertal (bron: INSEE-tellingen).